# Johan Miklin (1726–1787)
Johan Miklin, född 1726 i Gagnef i Kopparbergs län, död 21 juni 1787 i Linköping i Östergötlands län, var domkyrkoorganist i Linköping mellan åren 1754 till 1787. Han var far till Johan Adolph Mecklin.

## Biografi
Miklin föddes 1726 i Gagnef. Han var son till skolmästaren Johannes Erici Micklin (1686-1738) och Maria Petré (1699-1784). Han gick i skola i Västerås och senare på Uppsala universitet. Han arbetade som vice notarie. Han flyttade 1756 till Sankt Kors kvarter 10 i Linköping. Miklin avled 21 juni 1787 i Linköping.
Han var även hovsekreterare. Han spelade fagott.

### Familj
Miklin var gift omkring 1760 med Christina Charlotta Lundgren (född 1728). De fick tillsammans sonen Johan Adolph.

## Elever
1756-1758 är Johan Engelholm elev hos Miklin.